# Il Sodoma

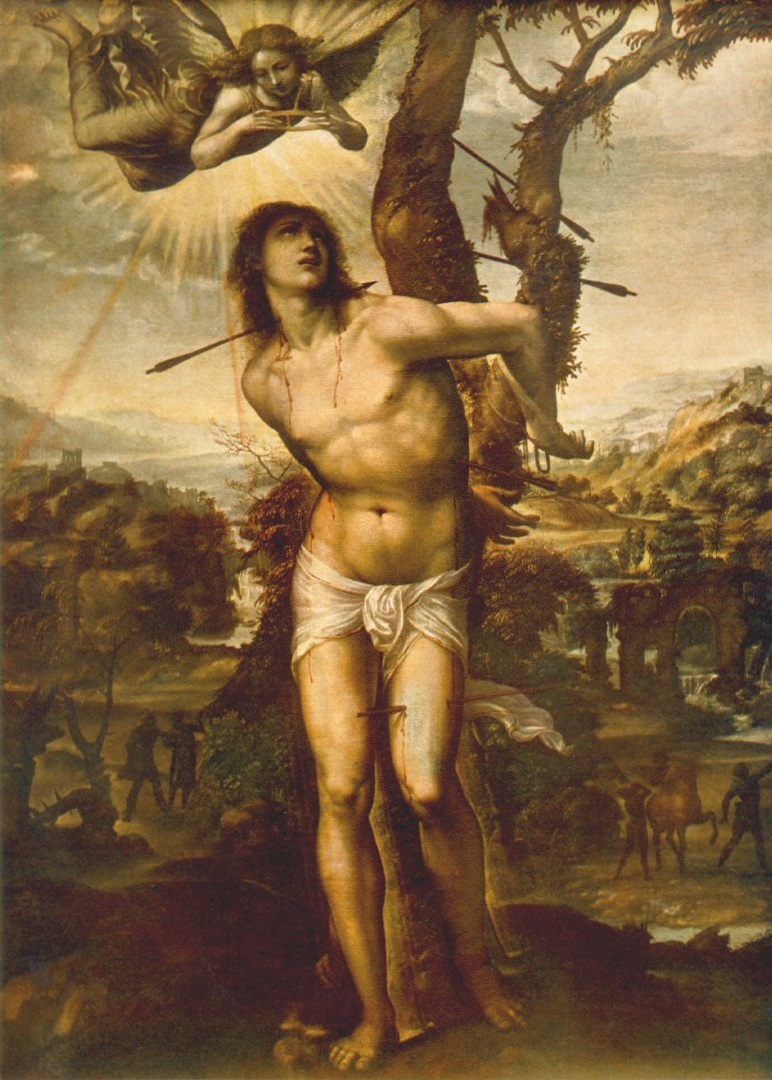
Sint Sebastiaan (1525), olieverf op doek, 206 x 154 cm Galleria Palatina, Florence.

Il Sodoma (Vercelli, 1477 - Siena, 1549) is de naam waaronder de Italiaanse maniëristische kunstschilder Giovanni Antonio Bazzi bekendstaat. Zijn werk benadrukt het emotionele en het sensuele en kan daardoor ook beschouwd worden als een voorafspiegeling van de latere barokperiode.

## Personalia

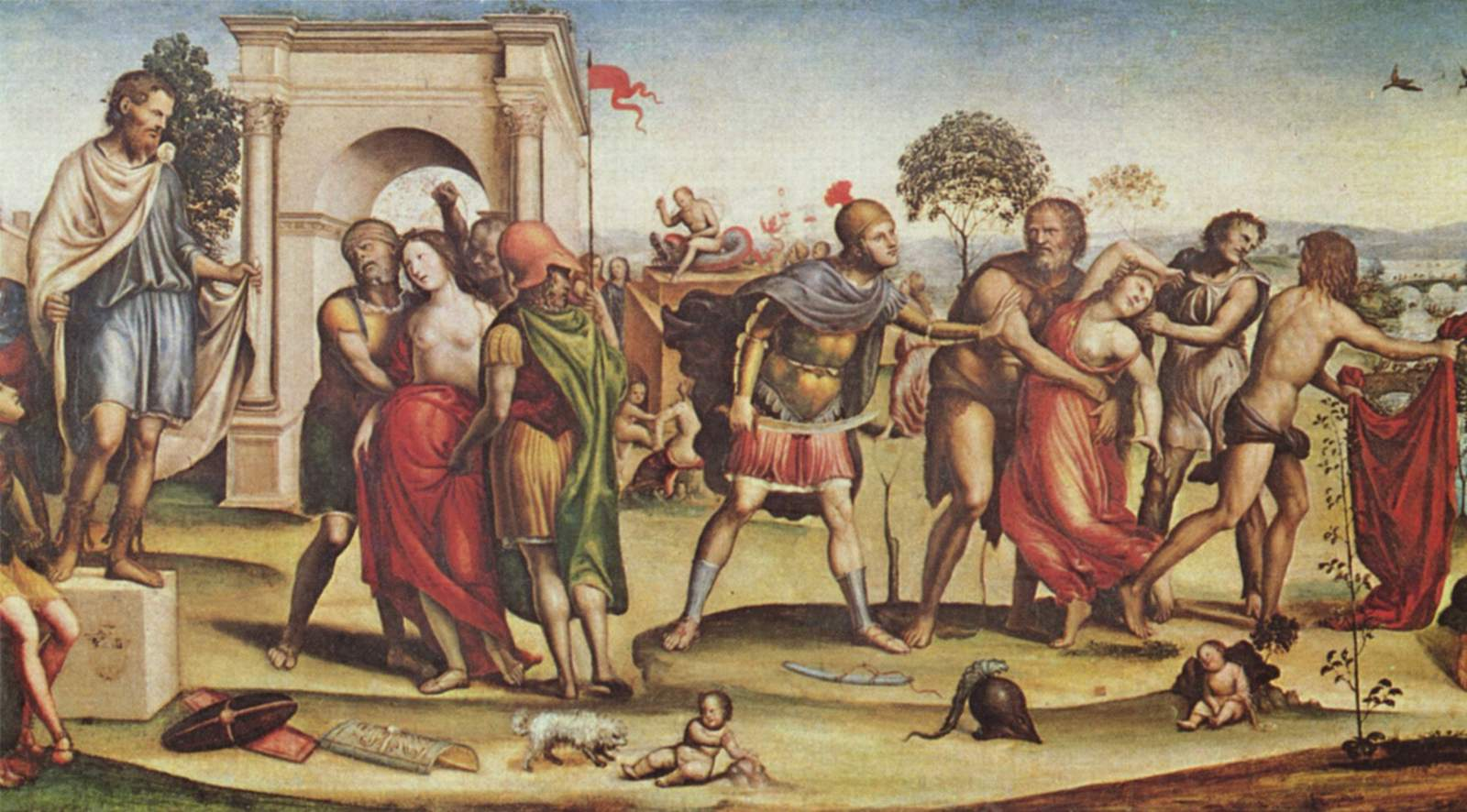
De Sabijnse maagdenroof (Rome - Galleria Nazionale d'Arte Antica)

De bijnaam Sodoma sloeg mogelijk op Bazzi's homoseksualiteit, en zou dan verwijzen naar de Oudtestamentische stad Sodom. Een andere verklaring is dat Sodoma een verbastering van Sodona was en dat Sodona een andere familienaam van Giovanni Bazzi was. 
In 1513 dook de naam Sodoma voor het eerst op toen Bazzi zich hiermee inschreef voor de palio van Siena. Volgens R. H. Hobart Cust die een diepgaande biografie over Bazzi schreef, moet de introductie van de naam 'Sodoma' als een uitdagende artiestennaam worden gezien ('So doma' betekent 'Ik weet hoe ik moet temmen'). De naam zou door de dubbelzinnigheid zijn blijven hangen. 
Sodoma's reputatie is vooral te danken aan Giorgio Vasari, de auteur van de belangrijkste bron voor onze kennis van de Italiaanse renaissanceschilders, Le Vite delle più eccellenti pittori, scultori, ed architettori (1568). Deze beschrijving van de levens van schilders, beeldhouwers en architecten toont Sodoma als een overgewaardeerde en verder luie schilder, die vooral door gebrek aan concurrentie een positie als vooraanstaand kunstenaar wist te verwerven. Volgens sommigen was dat echter een wraakactie: Sodoma zou Vasari's werk gekleineerd hebben.
Sodoma was in zijn tijd erg gewild als kunstenaar. Hij werkte veel in Siena, maar ook in Rome voor onder meer paus Julius II en paus Leo X, die hem tot ridder sloeg. Ook keizer Karel V schonk hem een adellijke titel.

## Schilderstijl
De werken van Sodoma zijn goede voorbeelden van het maniërisme in de hoogrenaissance-schilderkunst. Op veel schilderijen zijn anatomisch niet geheel correcte, maar compositorisch juist erg goed geplaatste lichamen te vinden en ook een toepassing van chiaroscuro, gelijkend op dat van Leonardo da Vinci is af en toe zichtbaar in de werken van Sodoma.

## Collecties met werk van Il Sodoma
De schilderijen van Il Sodoma zijn onder andere te zien in:
- Hermitage in Sint-Petersburg
- J. Paul Getty Museum in Los Angeles
- Louvre in Parijs
- Metropolitan Museum of Art in New York
- National Gallery in Londen
- National Gallery in Washington

## Werken
Enkele werken zijn:
- 6 Fresco's en een reeks kleinere schilderingen (1503-1505, Olivetaans Benedictijner klooster Monastero Sant Anna in Camprena, Pienza)
- 31 Fresco's over het leven van Benedictus (1505-1508, Monte Oliveto Maggiore, Chiusure)
- Cupido in een landschap, circa 1510
- De weg naar Calvarie (1510, Museum of Fine Arts, Boedapest)
- Geseling van Christus (1510, Museum of Fine Arts, Boedapest)
- De dood van Lucretia (1513, Museum of Fine Arts, Boedapest)
- Sint Joris en de draak (1518, National Gallery of Art, Washington D.C.)
- Fresco's voor het huwelijk van Alexander en Roxanne (1519, Villa Farnesina, Rome)
- Sabijnse maagdenroof (1525, Galleria d'Arte Antica, Rome)
- De Drie Parcen (1525, Galleria d'Arte Antica, Rome)
- Ordination of Saint Alfonso (1530, Santo Spirito, Siena)
- Christus draagt het kruis, 1535
- Het mystieke huwelijk van Sint Catharina (1539-40, Galleria d'Arte Antica, Rome)
- Pietà (1540, Galleria Borghese, Rome)
- Sacra Conversacione (1542, Museo di San Matteo, Pisa)
- Sint Sebastiaan met madonna en engelen,(1542, Museo di San Matteo, Pisa)
- Christus wordt aan het volk getoond (Ecce Homo)
- Lucrezia (Turin)
- Allegorie van de hemelse liefde (Chigi Saracini Collection, Siena)